# The Leaf Label
The Leaf Label é uma gravadora localizada em Yorkshire, Reino Unido. Ela foi criada em 1994 por Tony Morley, na época, diretor de imprensa na 4AD. Eles lançaram álbuns de bandas como Caribou (também conhecido como Manitoba), Susumu Yokota, Efterklang, Murcof e Psapp, e também trabalhou com Four Tet.

## Artistas
| - 310 - A Hawk and a Hacksaw - A Small Good Thing - Adrian Klumpes - Asa-Chang & Junray - Beige - Bill Wells - Black Helicopters - Boom Bip & Doseone - Boymerang - Caribou - Clue to Kalo - Colleen - Decal |  | - Eardrum - Efterklang - Essie Jain - Faultline - Four Tet - Gorodisch - Gripper - Hanne Hukkelberg - Icarus - Icy Demons - Keiron Phelan & David Sheppard - Luger - Murcof - Nancy Elizabeth |  | - Phelan Sheppard - Psapp - Riow Arai - Rob Ellis - Si Begg - Sofa Surfers - Susumu Yokota - Sutekh - The Sons of Silence - Triosk - Vladislav Delay - Volcano! - Wildbirds & Peacedrums - Witchman |